# Kamperpoortenbrug
De Kamperpoortenbrug is een brug in Zwolle, de hoofdstad van de Nederlandse provincie Overijssel. De brug dankt zijn naam aan de Kamperpoort, een voormalige stadspoort in de stadsmuur van Zwolle, en verbond deze met de Kamperstraat.
Na de afbraak van de poort was er achtereenvolgens sprake van draaibruggen uit 1870 en 1951 tot de huidige vaste brug uit begin jaren 70. Deze vaste brug verbindt nu de Harm Smeengekade en de Pannekoekendijk met de Kamperstraat, die het centrum inloopt.

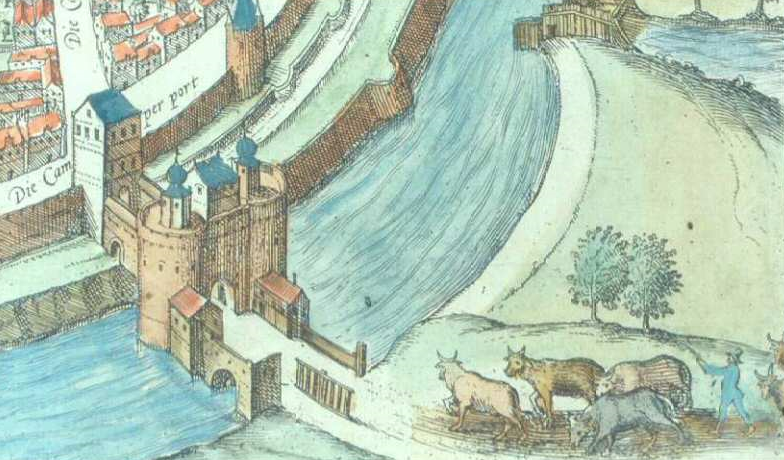
De Kamperpoort en Kamperpoortenbrug op een kaart uit 1630 van Guiccardini.
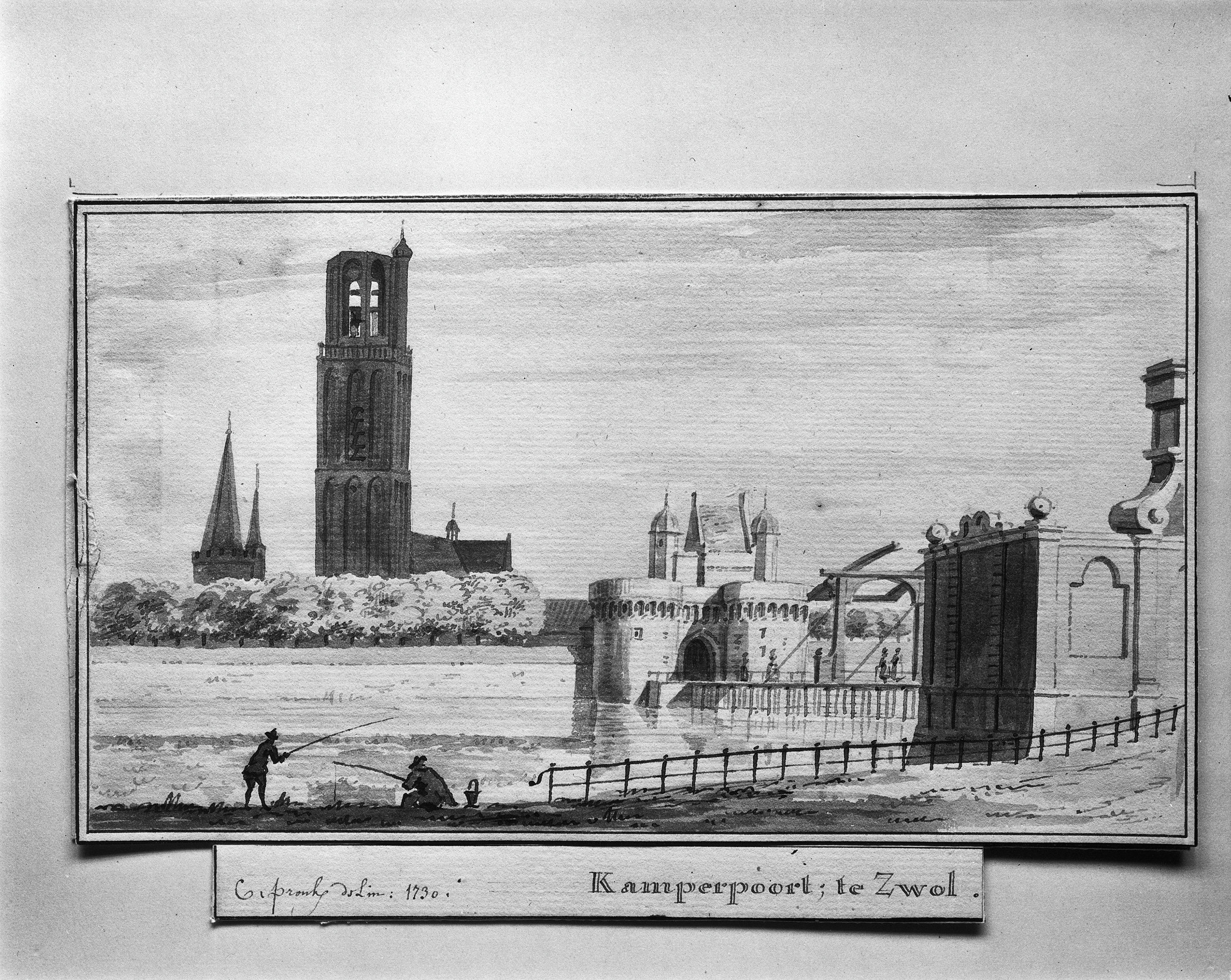
Voormalige Kamperpoort, reproductie van tekening in gemeentearchief, met rechts de brug.